# Geny Catamo
Geny Cipriano Catamo (Maputo, 26 januari 2001) is een Mozambikaans voetballer die bij voorkeur als middenvelder speelt. Hij tekende in 2021 voor Sporting Clube de Portugal. In 2019 debuteerde Catamo voor Mozambique.

## Clubcarrière
Sporting Clube de Portugal haalde Catamo in 2021 weg bij Amora. Na twee seizoenen bij het tweede elftal debuteerde hij uiteindelijk voor het eerste elftal. In januari 2022 werd hij bij gebrek aan speelminuten uitgeleend aan Vitória SC. Tijdens het seizoen 2022/23 werd de Mozambikaans international uitgeleend aan reeksgenoot CS Marítimo. Op 22 december 2023 werd zijn contract verlengd tot medio 2028.

## Interlandcarrière
Op 10 september 2019 debuteerde Catamo voor Mozambique tegen Mauritius. Hij startte in de basiself en scoorde meteen bij zijn debuut.